# MTV Movie Awards 2004
Die MTV Movie Awards 2004 waren die insgesamt 13. Movieawards des Musiksenders MTV, die am 28. Mai 2004 in Los Angeles, Kalifornien, stattfanden. Die Moderatorin der Veranstaltung war die Sängerin und Schauspielerin Lindsay Lohan. Musikalische Auftritte gab es von den Beastie Boys, D 12 und den Yeah Yeah Yeahs.

## Kategorien, Gewinner, Nominierungen

### Bester Film
Der Herr der Ringe: Die Rückkehr des Königs (The Lord of the Rings: The Return of the King)
- Findet Nemo (Finding Nemo)
- Fluch der Karibik (Pirates of the Caribbean: The Curse of the Black Pearl)
- 50 erste Dates (50 First Dates)
- X-Men 2 (X2)

### Bester Schauspieler
Johnny Depp – Fluch der Karibik (Pirates of the Caribbean: The Curse of the Black Pearl)
- Jim Caviezel – Die Passion Christi (The Passion of the Christ)
- Tom Cruise – Last Samurai (The Last Samurai)
- Bill Murray – Lost in Translation
- Adam Sandler – 50 erste Dates (50 First Dates)

### Beste Schauspielerin
Uma Thurman – Kill Bill – Volume 1 (Kill Bill: Vol. 1)
- Drew Barrymore – 50 erste Dates (50 First Dates)
- Halle Berry – Gothika
- Queen Latifah – Haus über Kopf (Bringing Down the House)
- Charlize Theron – Monster

### Bester Newcomer
Shawn Ashmore – X-Men 2 (X2)
- Shia LaBeouf – Das Geheimnis von Green Lake (Holes)
- Ludacris – 2 Fast 2 Furious
- Cillian Murphy – 28 Days Later
- Omarion – Street Style (You Got Served)

### Beste Newcomerin
Lindsay Lohan – Freaky Friday – Ein voll verrückter Freitag (Freaky Friday)
- Jessica Biel – Michael Bay’s Texas Chainsaw Massacre (The Texas Chainsaw Massacre)
- Scarlett Johansson – Lost in Translation
- Keira Knightley – Fluch der Karibik (Pirates of the Caribbean: The Curse of the Black Pearl)
- Evan Rachel Wood – Dreizehn (Thirteen)

### Bester komödiantischer Auftritt
Jack Black – School of Rock
- Jim Carrey – Bruce Allmächtig (Bruce Almighty)
- Ellen DeGeneres – Findet Nemo (Finding Nemo)
- Johnny Depp – Fluch der Karibik (Pirates of the Caribbean: The Curse of the Black Pearl)
- Will Ferrell – Buddy – Der Weihnachtself (Elf)

### Bester Filmschurke
Lucy Liu – Kill Bill – Volume 1 (Kill Bill: Vol. 1)
- Andrew Bryniarski – Michael Bay’s Texas Chainsaw Massacre (The Texas Chainsaw Massacre)
- Demi Moore – 3 Engel für Charlie – Volle Power (Charlie’s Angels: Full Throttle)
- Geoffrey Rush – Fluch der Karibik (Pirates of the Caribbean: The Curse of the Black Pearl)
- Kiefer Sutherland – Nicht auflegen! (Phone Booth)

### Bestes On-Screen Team
Drew Barrymore & Adam Sandler – 50 erste Dates (50 First Dates)
- Jack Black & die School of Rock Band – School of Rock
- Orlando Bloom & Johnny Depp – Fluch der Karibik (Pirates of the Caribbean: The Curse of the Black Pearl)
- Martin Lawrence & Will Smith – Bad Boys II
- Ben Stiller & Owen Wilson – Starsky & Hutch

### Beste Tanz-Sequenz
Seann William Scott – American Pie – Jetzt wird geheiratet (American Wedding)
- Jennifer Aniston & Ben Stiller – … und dann kam Polly (Along Came Polly)
- Drew Barrymore, Cameron Diaz & Lucy Liu – 3 Engel für Charlie – Volle Power (Charlie’s Angels: Full Throttle)
- Marques Houston, Omarion & die Lil' Saint's Dance Crew in Street Style (You Got Served)
- Steve Martin – Haus über Kopf (Bringing Down the House)

### Bester Kuss
Carmen Electra, Amy Smart & Owen Wilson – Starsky & Hutch
- Jennifer Aniston & Jim Carrey – Bruce Allmächtig (Bruce Almighty)
- Shawn Ashmore & Anna Paquin – X-Men 2 (X2)
- Monica Bellucci & Keanu Reeves – Matrix Reloaded (The Matrix Reloaded)
- Christina Ricci & Charlize Theron – Monster

### Beste Action-Sequenze
Der Herr der Ringe: Die Rückkehr des Königs (The Lord of the Rings: The Return of the King)
- Bad Boys II
- 3 Engel für Charlie – Volle Power (Charlie’s Angels: Full Throttle)
- Terminator 3 – Rebellion der Maschinen (Terminator 3: Rise of the Machines)

### Bester Kampf
Chiaki Kuriyama vs. Uma Thurman – Kill Bill – Volume 1 (Kill Bill: Vol. 1)
- Kelly Hu vs. Hugh Jackman – X-Men 2 (X2)
- Dwayne Johnson vs. Kontiki Rebellen – Welcome to the Jungle (The Rundown)
- Queen Latifah vs. Missi Pyle – Haus über Kopf (Bringing Down the House)
- Keanu Reeves vs. Hugo Weaving – Matrix Reloaded (The Matrix Reloaded)

### Bester Cameo-Auftritt
Simon Cowell – Scary Movie 3
- Matt Damon – Eurotrip (EuroTrip)
- Paul Michael Glaser & David Soul – Starsky & Hutch
- John McEnroe – Die Wutprobe (Anger Management)
- Pink – 3 Engel für Charlie – Volle Power (Charlie’s Angels: Full Throttle)